# Trachipterus jacksonensis
Trachipterus jacksonensis är en fiskart som först beskrevs av Ramsay, 1881.  Trachipterus jacksonensis ingår i släktet Trachipterus och familjen vågmärsfiskar. Inga underarter finns listade i Catalogue of Life.